# Sociedad Geográfica de Lima
La Societat Geogràfica de Lima és una institució amb seu a Lima, Perú, creada en 1888 amb finalitats científiques. Edita un Butlletí ininterrompudament des de 1891. Entre els seus presidents han destacat Luis Carranza, l'enginyer José Balta, Melitón Carvajal, Emilio Romero Padilla, Horaci Urteaga, entre d'altres.
Té la seu al carrer del Padre Jerónimo, Jirón Puno N.º 450 – Districte de Lima Té una biblioteca d'obres antigues i edita obres de transcendència geogràfica.

## Fundació
Va ser creada per decret del 22 de febrer de 1888, donat pel primer govern d'Andrés Avelino Cáceres. Va ser Luis Carranza, destacat metge, periodista i polític, qui va impulsar la seva creació, sent el seu segon director, càrrec que va exercir durant deu anys. Els seus estatuts van ser aprovats per resolució suprema de 20 de juliol de 1892.
Entre els seus membres fundadors figuren il·lustres personalitats com Eduardo de Habich, Antonio Raimondi, Ernest Malinowski, Camilo Carrillo Martínez, Pedro Paz Soldán i Unanue, Aurelio García i García, Modest Basadre, Guillermo Billinghurst, José Granda Esquivel, Ernst Middendorf, José Toribio Polo.
Les seves dependències estaven sobre de la Biblioteca Nacional del Perú (Avinguda Abancay), sofrint greus danys durant l'incendi de 1943.

## Funcions
Va ser fundada com a depenent del Ministeri de Relacions Exteriors del Perú, amb la finalitat de recopilar informació per sostenir la defensa dels drets territorials controvertits pels països veïns, fet de molta importància en moments en què el Perú tenia pendent la solució de problemes fronterers amb tots aquests països.
De manera més àmplia i permanent, la seva funció és l'estudi de la geografia nacional i dels recursos naturals, determinar les millors rutes per a la construcció de vies terrestres i fomentar la immigració. Així com formar i conservar una biblioteca geogràfica, i mantenir correspondència amb societats anàlegs al món.
Atorga condecoracions als qui realitzin aportacions significatives al coneixement de la realitat del Perú.

## Publicacions
- Butlletí de la Societat Geogràfica de Lima (anualment des de 1891).
- Anuaris Geogràfics de totes les regions del Perú.

Té un departament de publicacions educatives, l'editor de les quals va ser l'il·lustre doctor Santiago I. Antúnez de Mayolo R. (descendent del famós científic i enginyer peruà del mateix nom).
Té més de 50 títols sobre estudis primaris, educació inicial, psicologia infantil experiments, etc. adaptats a la realitat peruana i dirigits a mestres i pares de família.

## Directors
- Leonardo Pflucker i Rico (1888)
- Luis Carranza (1889-1898)
- Ricardo L. Flores Gaviño (1898-1899)
- Contralmirante Melitón Carvajal Ambulodegui (1899-1900 i 1919-1935)
- Eulogio Delgado (1900-1913)
- José Balta (1913-1918)
- Manuel Montero i Tirat (1918-1919)
- Horaci H. Urteaga (1935-1943)
- Carlos Morales Macedo (1943-1945)
- Emilio Romero Padilla (1945-1948 i 1958-1979)
- Contralmirante Felipe Rotalde (1949)
- Óscar Miró Quesada de la Guerra (1950-1955)
- Aurelio Miró Quesada Insulsa (1955-1957)
- Contralmirante Manuel R. Nieto (1957-1958)
- General Bernardino G. Vallenas (1980-1982)
- Gustavo Lama Arredondo (1982-1986)
- Santiago Antúnez de Mayolo Rynning (1986-1992)
- Ernesto Parets Arana (1993-1998)
- Eduardo Bedoya Lazarte (1999-2001).